# Đế chế Venetian
Niềm tự hào của đế chế Venetian là hạm đội hải quân hùng mạnh, lực lượng đã giúp họ xưng bá khắp châu Âu và Địa Trung Hải, và chinh phục những thành phố cực kì quan trọng trong lịch sử là Síp và Crete. Đế chế này tồn tại trong 1.100 năm, từ 697 đến 1797 sau Công nguyên. Trải qua rất nhiều biến cố, đế chế liên tục mở rộng và được bến đến với tên gọi khác là Cộng hòa Venice, là kết quả sau các cuộc chiến với người Thổ và đế quốc Ottoman.
Chiến tranh mở rộng lãnh thổ đã làm đế quốc Venetian suy yếu khả năng phòng ngự. Sau khi thành phố Piedmont về tay người Pháp, hoàng đế Napoleon Bonaparte đã nắm giữ toàn bộ đế quốc này. Napoleon đưa ra tối hậu thư buộc Doge Ludovico Manin đầu hàng vào năm 1797 và lên nắm quyền cai trị hoàn toàn Venice.
Cộng hòa Venice là một ví dụ cổ điển về một đế chế cố gắng mở rộng biên giới tới mức còn không đủ khả năng phòng vệ tại chính thủ đô. Không giống như các đế quốc khác, nguyên nhân dẫn tới sự sụp đổ không phải nội chiến mà là chiến tranh với các nước láng giềng. Venetian được đánh giá cao về lực lượng hải quân, lực lượng luôn sẵn sàng ở thế tấn công, nhưng lại bị phân tán quá mỏng dẫn tới Venetian mất khả năng phòng vệ trước sự tấn công từ xung quanh.